# Ligne de Graffenstaden à Hausbergen
La ligne de Graffenstaden à Hausbergen, aussi appelée contournement ouest de Strasbourg, est une ligne de chemin de fer française, à écartement standard, du Bas-Rhin. Elle relie le triage de Hausbergen à la gare de Graffenstaden au sud de Strasbourg.
Elle constitue la ligne n°138 000 du réseau ferré national.

## Historique
À l'origine, le tronçon de Graffenstaden à Koenigshoffen constituait une section de la ligne Strasbourg - Bâle. La gare de Strasbourg-Koenigshoffen, ouverte en 1841, était la première gare de Strasbourg. Lorsque la nouvelle gare, située dans le quartier du Marais-Vert, est mise en service en 1846, le tracé de la ligne Strasbourg - Bâle est modifié.
La section de Koenigshoffen à Hausbergen est ouverte le 3 juillet 1906.

## Caractéristiques
Sur cette ligne se trouvait l'ancienne gare de Strasbourg-Koenigshoffen. La brasserie Kronenbourg disposait d'un embranchement sur la ligne. La voie K du raccordement de Strasbourg-Cronenbourg desservait de la gare de Strasbourg-Cronenbourg.
Elle permet aux circulations fret de contourner la gare de Strasbourg-Ville dans la journée. Elle est également utilisée pour les acheminements de matériels.